# Marcel Schrötter
Marcel Schrötter (ur. 2 stycznia 1993 w Pflugdorf) – niemiecki motocyklista.

## Kariera
Przygodę z wyścigami motocyklowymi Schrötter rozpoczął od startów w Mistrzostwach Niemiec 125cm3 w 2007 plasując się na 5 pozycji, zaraz potem zgarnął dwa razy z rzędu (2008, 2009) tytuły mistrza. Niemiec wstąpił w szeregi zawodników MMŚ z początkiem 2008, wtedy to miał okazję wystartować, jako "dzika karta" na torze Sachsenring, zaliczył też kilka eliminacji w 2009, a od 2010 startował bez przerwy i będąc etetowym kierowcą Interwetten Honda.
Gdy Mahindra utworzyła swój własny zespół w 2011, Schrötter został jednym z dwóch kierowców, tam spędził prawie półtora roku, ale po domowych zawodach w Niemczech zespół i młody Niemiec rozstali się, a Marcel znalazł zatrudnienie w teamie Desguaces La Torre SAG (Moto2), który używał ramy Bimoty. Pozostał z tą samą ekipą jeszcze w 2013 tym razem korzystając z podwozia Kalex, natomiast rok później był już zawodnikiem Tech3 u boku Hiszpana, Alex Mariñelareny, w którym zaliczył 3 wpadki (2 razy nie ukończył wyścigu, raz na niepunktowanej pozycji), ale pomimo równego sezonu zajął 10. miejsce z dorobkiem 80 punktów. W kolejnym sezonie zdobyczy punktowej miał ponad połowę mniej, co zaowocowało 20. miejscem w klasyfikacji generalnej.

## Statystyki
| Sezon | Klasa | Zespół   | 1      | 2      | 3      | 4      | 5      | 6      | 7      | 8      | 9      | 10     | 11     | 12     | 13     | 14     | 15     | 16     | 17     | 18     | Poz. | Pkt. |
| ----- | ----- | -------- | ------ | ------ | ------ | ------ | ------ | ------ | ------ | ------ | ------ | ------ | ------ | ------ | ------ | ------ | ------ | ------ | ------ | ------ | ---- | ---- |
| 2008  | 125cc | Honda    | QAT    | SPA    | POR    | CHN    | FRA    | ITA    | CAT    | GBR    | NED    | GER 13 | CZE    | RSM    | IND    | JPN    | AUS    | MAL    | VAL    |        | 29   | 3    |
| 2009  | 125cc | Honda    | QAT    | JPN    | SPA    | FRA    | ITA    | CAT    | NED    | GER 12 | GBR    | CZE 13 | IND    | RSM    | POR    | AUS    | MAL    | VAL 5  |        |        | 23   | 18   |
| 2010  | 125cc | Honda    | QAT 16 | SPA 12 | FRA 18 | ITA 13 | GBR 17 | NED 18 | CAT 14 | GER 14 | CZE 13 | IND NU | RSM 17 | ARA 13 | JPN 14 | MAL 15 | AUS 13 | POR NU | VAL 12 |        | 18   | 27   |
| 2011  | 125cc | Mahindra | QAT 21 | SPA 13 | POR 18 | FRA NU | CAT 16 | GBR NU | NED 9  | ITA 11 | GER 16 | CZE 14 | IND NU | RSM 15 | ARA 11 | JPN 12 | AUS 11 | MAL NU | VAL 12 |        | 15   | 36   |
| 2012  | Moto3 | Mahindra | QAT NU | SPA 16 | POR 19 | FRA 12 | CAT NU | GBR 26 | NED NU | GER NU | ITA    |        |        |        |        |        |        |        |        |        | 33   | 4    |
| 2012  | Moto2 | Bimota   |        |        |        |        |        |        |        |        |        | IND 22 | CZE 22 | RSM 21 | ARA 19 | JPN 23 | MAL 17 | AUS 19 | VAL 21 |        | NS   | 0    |
| 2013  | Moto2 | Kalex    | QAT 13 | AME 11 | SPA 10 | FRA 13 | ITA 12 | CAT NU | NED 13 | GER NU | IND 15 | CZE NU | GBR 16 | RSM 13 | ARA 12 | MAL 14 | AUS 21 | JPN 12 | VAL 18 |        | 16   | 38   |
| 2014  | Moto2 | Tech 3   | QAT NU | AME 9  | ARG 11 | SPA NU | FRA 11 | ITA 12 | CAT 9  | NED 12 | GER 12 | IND 14 | CZE 10 | GBR 14 | RSM 11 | ARA 10 | JPN 29 | AUS 7  | MAL 10 | VAL 8  | 10   | 80   |
| 2015  | Moto2 | Tech 3   | QAT 16 | AME 13 | ARG 16 | SPA 10 | FRA 13 | ITA 16 | CAT 16 | NED 18 | GER NU | IND 14 | CZE 19 | GBR 11 | RSM 17 | ARA 15 | JPN 9  | AUS 12 | MAL NU | VAL 15 | 20   | 32   |
| 2016  | Moto2 | Kalex    | QAT 17 | ARG 11 | AME 10 | ESP NU | FRA 14 | ITA    | CAT    | NED    | GER    | AUT    | CZE    | GBR    | SMR    | ARA    | JPN    | MAL    | AUS    | VAL    | 14*  | 13*  |

* – sezon w trakcie